# Ujście Noteckie
Ujście Noteckie – nieczynna w ruchu pasażerskim stacja kolejowa w Ujściu, w województwie wielkopolskim, w Polsce. W okresie międzywojennym była to stacja graniczna po stronie niemieckiej, w związku z czym pociągi dojeżdżały tylko do tego miejsca. Została otwarta w 1913 roku. W 1989 roku został na tej linii zawieszony ruch pasażerski. Obecnie jest zakwalifikowana jako ładownia i przystanek osobowy.